# Эсбьерг Энерджи
«Э́сбьерг Э́нерджи» — клуб хоккея с шайбой из города Эсбьерг, Дания. Основан в 2013 году. Выступает в высшем дивизионе Датской хоккейной лиги. Домашний стадион — «Гранли Хоккей Арена», вмещающий 4195 человек.

## История

### ХК Эсбьерг
Начиная с сезона 1960/1961 чемпионата Дании город Эсбьерг представляла команда местного клуба по фигурному катанию (Esbjerg Skøjte Klub), SK Esbjerg. Команда принимала участие до сезона 1963/1964 включительно, завоевав по одному разу серебряные и бронзовые медали. 4 ноября 1964 года была образована новая команда ХК Эсбьерг, которая стала выступать в первенстве Дании вместо SK Esbjerg.
За время своего участия в высшем дивизионе, хоккеисты из Эсберга 5 раз становились чемпионами Дании и три раза обладателем кубка страны.

### Эсбьерг Энерджи
После завершения сезона 2004/2005 была создана новая команда под эгидой футбольного клуба ФК Эсбьерг, «ХфК Эсбьерг». Команда просуществовала до конца сезона 2013/2014. Затем был создан новый клуб Эсбьерг Энерджи.
В 2016 и 2017 году команда из города Эсбьерг дважды становилась чемпионом Дании.

## Достижения
- С учётом выступлений команды SK Esbjerg и ХК Эсбьерг.
- После 2013 года указаны результаты команды «Эсбьерг Энерджи».
- — Чемпион Дании (7): 1969, 1988, 1993, 1996, 2004, 2016, 2017
- — Серебряный призёр чемпионата Дании (9): 1963, 1965, 1968, 1972, 1986, 1992, 1994, 1995, 1997, 2015.
- — Бронзовый призёр чемпионата Дании (11): 1961, 1964, 1966, 1967, 1970, 1971, 1973, 1985, 1999, 2000, 2021
- — Обладатель Кубка Дании (3): 1989, 1992, 1993.

## Изменения в названии команды ХК Эсбьерг
- 1960/1961—1963/1964 SK Esbjerg
- 1964/1965 — 2001/2002 ХК Эсбьерг
- 2002/2003 — Эсбьерг Пайрэтс
- 2003/2004 — 2004/2005 Эсбьерг Ойлерс
- 2005/2006 — 2012/2013  ХфК Эсьберг
- 2013/2014 — н.в. Эсбьерг Энерджи

## Статистика выступлений в Чемпионате Дании

### 2013—н.в.
Метал Лига
| Сезон     | Регулярный турнир | Финальный турнир | Место в Плей-Офф | Дивизион                                                         |
| --------- | ----------------- | ---------------- | ---------------- | ---------------------------------------------------------------- |
| 2013/2014 | 5                 |                  | 1/4 финала       |                                                                  |
| 2014/2015 | 5                 |                  |                  |                                                                  |
| 2015/2016 | 3                 |                  |                  |                                                                  |
| 2016/2017 | 4                 |                  |                  |                                                                  |
| 2017/2018 | 4                 |                  | 4                |                                                                  |
| 2018/2019 | 5                 |                  | 1/4 финала       |                                                                  |
| 2019/2020 | 6                 |                  |                  | COVID-19 турнир отменён                                          |
| 2020/2021 | 3                 |                  |                  | матча за 3-е место не было медали были вручены 3-й и 4-й команде |
| 2021/2022 |                   |                  |                  |                                                                  |